# Hobart International 2018
L'Hobart International 2018 è stato un torneo di tennis giocato sul cemento. È stata la 25ª edizione del torneo facente parte della categoria International nell'ambito del WTA Tour 2018. Si è giocato all'Hobart International Tennis Centre di Hobart, in Australia, dall'8 al 14 gennaio 2018.

## Partecipanti

### Teste di serie
| Nazionalità | Giocatrice         | Ranking* | Testa di serie |
| ----------- | ------------------ | -------- | -------------- |
| Cina        | Zhang Shuai        | 35       | 1              |
| Belgio      | Elise Mertens      | 36       | 2              |
| Romania     | Sorana Cîrstea     | 37       | 3              |
| Francia     | Alizé Cornet       | 38       | 4              |
| Ucraina     | Lesja Curenko      | 42       | 5              |
| Romania     | Irina-Camelia Begu | 43       | 6              |
| Germania    | Tatjana Maria      | 46       | 7              |
| Rep. Ceca   | Kateřina Siniaková | 47       | 8              |

* Ranking al 1º gennaio 2018.

### Altre partecipanti
Le seguenti giocatrici hanno ricevuto una Wild card per il tabellone principale:
- Eugenie Bouchard
- Lizette Cabrera
- Jaimee Fourlis

Le seguenti giocatrici sono passate dalle qualificazioni:

- Heather Watson
- Kirsten Flipkens
- Alison Van Uytvanck
- Monica Niculescu
- Nina Stojanović
- Kurumi Nara

### Ritiri
Prima del torneo
- Shelby Rogers → sostituita da  Beatriz Haddad Maia

Durante il torneo
- Kirsten Flipkens
- Monica Niculescu

## Punti e montepremi
| Torneo              | Torneo              | V      | F      | SF     | QF    | 2T    | 1T    | Q  | Q2    | Q1  |
| Singolare femminile | Punti               | 280    | 180    | 110    | 60    | 30    | 1     | 18 | 12    | 1   |
| Singolare femminile | Premi in denaro ($) | 43.000 | 21.400 | 11.500 | 6.175 | 3.400 | 2.100 | –  | 1.020 | 600 |
| Doppio femminile    | Punti               | 280    | 180    | 110    | 60    | -     | 1     | –  | –     | –   |
| Doppio femminile    | Premi in denaro ($) | 12.300 | 6.400  | 3.435  | 1.820 | -     | 960   | –  | –     | –   |

## Campionesse

### Singolare
Elise Mertens ha sconfitto in finale  Mihaela Buzărnescu con il punteggio di 6–1, 4–6, 6–3.
- È il secondo titolo in carriera per la Mertens, il secondo consecutivo a Hobart.

### Doppio
Elise Mertens /  Demi Schuurs hanno sconfitto in finale  Ljudmyla Kičenok /  Makoto Ninomiya con il punteggio di 6–2, 6–2.